# Sven van Meegen

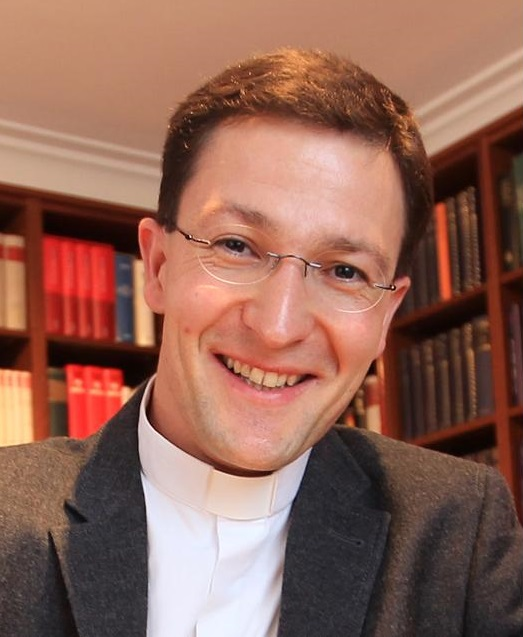
Sven van Meegen, 2016

Sven van Meegen (* 14. Oktober 1976 in Schwäbisch Hall) ist ein deutscher römisch-katholischer Geistlicher, Theologe, Sozialwissenschaftler und Hochschullehrer.

## Leben
Van Meegen wuchs in Gaishardt bei Ellwangen auf. Nach seinem Abitur am Kolleg St. Josef in Ehingen (Donau) studierte er zunächst auf Diplom Theologie und auf Magister Philosophie an der Ludwig-Maximilians-Universität München, der Hochschule für Philosophie der Jesuiten in München, der Universität Tübingen, der Päpstlichen Universität Gregoriana, der Päpstlichen Akademie Alfonsiana und der Hochschule der Dominikaner in Rom. Nach seinem Diplom 2002 und seinem Magister 2003, folgte 2004 die Promotion zum Dr. theol. mit der Arbeit Alttestamentliche Ethik als Grundlage einer heutigen Lebensethik an der Ludwigs-Maximilians-Universität München (LMU). Im selben Jahr erfolgte in Rottweil seine Priesterweihe. Seine Forschungstätigkeiten umfassten außerdem Studien der Kinderpsychologie in Rom und ein Promotionsstudium in Sozialwissenschaften, das er mit der Dissertation Gerechtigkeit in der Diaspora an der St. Elisabeth Universität in Pressburg abgeschlossen hat.
Von 2004 bis 2010 folgten Lehrtätigkeiten und Lehrstuhlvertretungen an der LMU München und als Alttestamentler an der Philosophisch-Theologischen Hochschule Benediktbeuern, wo er unter anderem auch auf Otto Wahl traf, mit dem er eine intensivere Zusammenarbeit pflegte. Sein Vikariat verbrachte er von 2005 bis 2007 in Stuttgart in St. Elisabeth sowie von 2007 bis 2009 in der Seelsorgeeinheit Unteres Brenztal. Von 2009 bis 2022 war er leitender Pfarrer der Seelsorgeeinheit Lone-Brenz in der Diözese Rottenburg-Stuttgart und von 2010 bis 2022 Katholischer Dekan des Dekanats Heidenheim. Dort wurde er 2017 wiedergewählt. Im Jahr 2011 übernahm er die Professur für Sozialethik und Sozialphilosophie an der Fakultät für Sozialwesen der Dualen Hochschule Heidenheim. Seit 2012 ist er deren Dekan und wurde 2019 für weitere sechs Jahre wiedergewählt. Er hatte damit von 2012 bis 2022 zwei Dekaneämter inne und war Moderator der Dekanekonferenz. Als Mitglied der Fachkommission Sozialwesen vertritt er bis heute als Professor und Dekan den Standort Heidenheim. Seine Forschungsschwerpunkte sind die Diaspora und die Verknüpfung von Bibel und Ethik. Hierzu hat er zahlreiche Artikel und Bücher publiziert.
Im April 2022 wurde er leitender Pfarrer der Seelsorgeeinheit Ellwangen. In dieser Funktion hat er die Feierlichkeiten zur am 16. Juli 2022 in Ellwangen durch Jean-Claude Kardinal Hollerich vorgenommenen Seligsprechung von Pater Philipp Jeningen SJ mit vielen Ehrenamtlichen vorbereitet. Seit September 2023 (Wiederwahl 2024) ist er stellvertretender Dekan des Dekanats Ostalb. Er ist Mitglied im Stiftungsrat der Stiftung Haus Lindenhof, Vorstand der Pfarrer-Patriz-Hauser-Stiftung, Vorsitzender des Stiftungsrats der Sieger-Köder-Stiftung und war Mitglied im Kuratorium der Caritas-Kinder-und-Jugendstiftung Knalltüte.

## Werke (Auswahl)
Van Meegen gibt, zunächst mit Otto Wahl (1932–2020) und Josef Wehrle (1947–2021), die Buchreihe Bibel konkret und, zunächst mit Josef Wehrle und Eberhard Schockenhoff (1953–2020), seit 2022 mit Markus Zehnder die Buchreihe Bibel und Ethik heraus.
- Alttestamentliche Ethik als Grundlage einer heutigen Lebensethik. Ein Beitrag zum interreligiösen Dialog. Bibel und Ethik 3, Berlin, Münster 2005 (Dissertation).
- mit Christoph Keller und Otto Wahl (Hg.): Lebensdeutung aus der Genesis. Bibel konkret 2, Berlin, Münster 2006.
- mit Josef Wehrle (Hg.): Gottes Wort – unser Leben. Biblische Texte als Grundlage einer lebensbejahenden Ethik. Bibel und Ethik 1, Berlin, Münster 2007.
- mit Markus Graulich (Hg.): Gottes Wort in Leben und Sendung der Kirche. Festgabe zu Ehren von Prof. P. Dr. Otto Wahl SDB. Bibel konkret 3, Berlin, Münster 2007.
- mit Markus Graulich (Hg.): Menschen – Rechte. Theologische Perspektiven zum 60. Jahrestag der Proklamation der Allgemeinen Erklärung der Menschenrechte. Bibel und Ethik 2, Berlin, Münster 2008.
- Bilder einer Ausstellung. Erschließung prophetischer Visionen. Bibel konkret 5, Berlin, Münster 2009.
- mit Otto Wahl (Hg.): Gottesbeziehung – Nächstenbeziehung. Biblische Texte zur Persönlichkeitsentwicklung. Bibel konkret 6, Berlin, Münster 2010.
- mit Christoph Keller und Otto Wahl: „Ich sage dir: steh auf!“ Biblische Impulse zum Dialog- und Erneuerungsprozess der Kirche Berlin, Münster 2012.
- mit Josef Wehrle (Hg.): Macht und Ohnmacht in der Bibel, Prof. P. Dr. Otto Wahl SDB zu Ehren. Bibel und Ethik 5, Berlin, Münster 2012.
- mit Andreas Mahr und Marcus Hoffmann: Duale Hochschulbildung. Heidenheim 2014.
- Christliche Wegweiser im Landkreis Heidenheim. Heidenheim 2018.
- mit Otto Wahl: Soziale Visionen. Bibel konkret 15, Berlin, Münster 2020.
- Wahrhaftigkeit – eine gesellschaftliche Herausforderung. Wiesbaden 2022.
- Gerechtigkeit in der Diaspora. Eine exegetisch-soziologische Untersuchung des Buches der Weisheit. Wiesbaden 2022.
- Die Seligsprechung von Pater Philipp Jeningen SJ. Ellwangen 2023.